# Новий Майдан (Нижньогородська область)
Новий Майдан (рос. Новый Майдан) — село в Лукояновському районі Нижньогородської області Російської Федерації.
Населення становить 34 особи. Входить до складу муніципального утворення Шандровська сільрада.

## Історія
Від 2009 року входить до складу муніципального утворення Шандровська сільрада.

## Населення
| 2002 | 2010 |
| ---- | ---- |
| 72   | ↘34  |